# 坎寧安鎮區 (密蘇里州沙里頓縣)
坎寧安鎮區（英語：Cunningham Township）是位於美國密蘇里州沙里頓縣的一個行政鎮區。

## 地方資料
坎寧安鎮區的面積為160.33平方千米，當中陸地面積為149.52平方千米，而水域面積為10.81平方千米。根據2020年美國人口普查的數據，當地共有人口206人，而人口密度為每平方千米1.28人。